# العلاقات الأنغولية البيلاروسية
العلاقات الأنغولية البيلاروسية هي العلاقات الثنائية التي تجمع بين أنغولا وروسيا البيضاء.

## مقارنة بين البلدين
هذه مقارنة عامة ومرجعية للدولتين:
| وجه المقارنة                                              | أنغولا           | روسيا البيضاء                    |
| --------------------------------------------------------- | ---------------- | -------------------------------- |
| المساحة (كم2)                                             | 1.25 مليون       | 207.60 ألف                       |
| عدد السكان (نسمة)                                         | 29.78 مليون      | 9.50 مليون                       |
| الكثافة السكانية (ن./كم²)                                 | 23.82            | 45.76                            |
| العاصمة                                                   | لواندا           | مينسك                            |
| اللغة الرسمية                                             | اللغة البرتغالية | اللغة البيلاروسية، اللغة الروسية |
| العملة                                                    | كوانزا أنغولي    | روبل بلاروسي                     |
| الناتج المحلي الإجمالي (بليون دولار)                      | 124.21 مليار     | 54.44 مليار                      |
| الناتج المحلي الإجمالي (تعادل القوة الشرائية) بليون دولار | 184.83 مليار     | 168.35 مليار                     |
| الناتج المحلي الإجمالي الاسمي للفرد دولار أمريكي          | 4.10 ألف         | 5.74 ألف                         |
| الناتج المحلي الإجمالي للفرد دولار أمريكي                 |                  | 18.18 ألف                        |
| مؤشر التنمية البشرية                                      | 0.533            | 0.798                            |
| رمز المكالمات الدولي                                      | +244             | +375                             |
| رمز الإنترنت                                              | .ao              | .by، .бел                        |
| المنطقة الزمنية                                           | ت ع م+01:00      | ت ع م+03:00                      |

## منظمات دولية مشتركة
يشترك البلدان في عضوية مجموعة من المنظمات الدولية، منها:
| علم المنظمة | اسم المنظمة                        | تاريخ انضمام أنغولا | تاريخ انضمام روسيا البيضاء |
| ----------- | ---------------------------------- | ------------------- | -------------------------- |
|             | منظمة الشرطة الجنائية الدولية      | ?                   | ?                          |
|             | منظمة حظر الأسلحة الكيميائية       | ?                   | ?                          |
|             | مؤسسة التمويل الدولية              | 19 سبتمبر 1989      | 2 نوفمبر 1992              |
|             | يونسكو                             | 11 مارس 1977        | 12 مايو 1954               |
|             | البنك الدولي للإنشاء والتعمير      | 19 سبتمبر 1989      | 10 يوليو 1992              |
|             | الأمم المتحدة                      | 1 ديسمبر 1976       | 24 أكتوبر 1945             |
|             | وكالة ضمان الاستثمار متعدد الأطراف | 19 سبتمبر 1989      | 3 ديسمبر 1992              |
|             | الاتحاد الدولي للاتصالات           | 13 أكتوبر 1976      | 7 مايو 1947                |
|             | الاتحاد البريدي العالمي            | ?                   | ?                          |

## وصلات خارجية
- موقع وزارة الخارجية الأنغولية
- موقع وزارة الخارجية البيلاروسية